# Mammelomys lanosus
Mammelomys lanosus is een knaagdier uit het geslacht Mammelomys dat voorkomt in de bergen aan de noordkant van Nieuw-Guinea. Hij komt voor op 1500 tot 2800 m hoogte. Door de Telefol (Sandaun Province) wordt hij "mankan" genoemd.
Dit dier heeft een dikke, wollige vacht, smalle achtervoeten en grote staartschubben. Dat zijn de kenmerken waarin hij verschilt van M. rattoides, de andere soort van zijn geslacht. Het is een middelgrote soort met een korte staart. De rug is bruinachtig, de onderkant grijsachtig, met een scherpe scheiding. De staart is van boven donker en van onder wit, met een witte punt. De schubben zijn plat en vierkant; uit elke schub komen drie haren. De handen en voeten zijn smal en licht van kleur. De kop-romplengte bedraagt 150 tot 190 mm, de staartlengte 105 tot 146 mm, de achtervoetlengte 37 tot 43 mm, de oorlengte 18.5 tot 20.2 mm en het gewicht 100 tot 123 gram. Vrouwtjes hebben 0+1=2 mammae.